# Нижній Кучук
Нижній Кучу́к (рос. Нижний Кучук) — село у складі Благовіщенського району Алтайського краю, Росія. Адміністративний центр та єдиний населений пункт Яготінської сільської ради.

## Населення
Населення — 558 осіб (2010; 716 у 2002).
Національний склад (станом на 2002 рік):
- росіяни — 89 %